# 勒戈-圣但尼
勒戈-圣但尼（法語：Le Gault-Saint-Denis）是法国厄尔-卢瓦省的一个市镇，位于该省南部，属于沙托丹区。

## 地理
勒戈-圣但尼（48°14'36"N, 1°29'7"E）面积23.35 平方千米，位于法国中央-卢瓦尔河谷大区厄尔-卢瓦省，该省份为法国北部内陆省份，北起顺时针与厄尔省、伊夫林省、埃松省、卢瓦雷省、卢瓦-谢尔省、萨尔特省和奧恩省接壤。
与勒戈-圣但尼接壤的市镇（或旧市镇、城区）包括：维拉尔、博斯地区维特赖、普雷圣马丹。

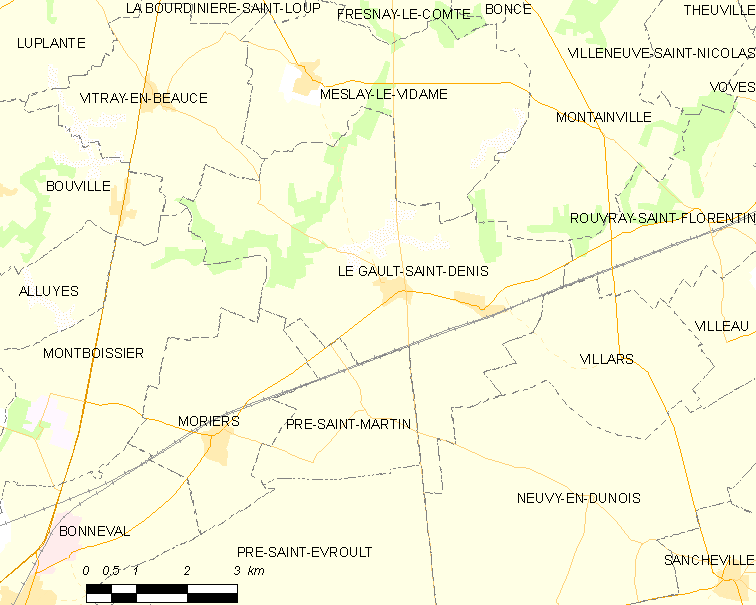
勒戈-圣但尼的OSM定位图

勒戈-圣但尼的时区为UTC+01:00、UTC+02:00（夏令时）。

## 行政
勒戈-圣但尼的邮政编码为28800，INSEE市镇编码为28176。

## 政治
勒戈-圣但尼所属的省级选区为莱维拉日沃韦安县。

## 人口

1962-2008年间勒戈-圣但尼人口变化图示

勒戈-圣但尼于2022年1月1日时的人口数量为674人。